# 陸驗
陸驗，吴郡吴县人，南朝梁官员。
陆验年青时贫苦，落魄无行。本无艺业，而容貌特丑。先是，外国进献生犀，长得也很丑，乡里人都说陆验是生犀。同县郁吉卿非常富有，陆验倾身事奉。郁吉卿拿出钱米，陆验借贷给商贩，于是积累千金。至建康，散财物以事奉权贵。朱異向梁武帝推荐他，于是历任少府丞、太市令。他以苛刻为务，被商人惧怕。陆验和徐驎被朱异亲昵，当時人称之为三蠹。
陆验以侵奪为能，数年登高官之列，官至太子右衛率。太清二年（548年），侯景作乱，包围建康。请诛中领军朱异、少府卿徐驎、太子左率陆验、制局监周石珍。侯景诈称“皇帝已经死了”，城里有人也信以为真。皇太子蕭綱怕人心有变，就请梁武帝坐车驾巡城。梁武帝将登上城墙时，陆验进谏说：“陛下万乘之尊，怎能轻易出来。”说着就流下了眼泪。武帝被他的话打动，就到大司马门去，城上听到皇帝车驾之声，欢呼起来，军民纷纷落泪，百姓才得以安定。陆验在城破之前死去，追贈右衛将軍。